# DallArenaLucio
DallArenaLucio è un programma televisivo italiano, andato in onda in prima serata su Rai 1 il 3 giugno 2022 per un tributo a Lucio Dalla,

## Storia
Il programma è uno show dedicato al cantautore italiano Lucio Dalla, trasmesso il 3 giugno 2022 in prima serata su Rai 1. A condurre la serata-evento è Carlo Conti con la partecipazione di Fiorella Mannoia. La scenografia è quella dell'Arena di Verona, dove è accolto un pubblico di novemila persone.
Il 6 maggio 2023 viene trasmessa una replica dello show in prima serata, sempre su Rai 1.

### Ospiti
La serata è caratterizzata dalla presenza dei seguenti ospiti, che hanno avuto il compito di interpretare alcuni omaggi al cantautore:
- Marco Mengoni - Vita (con Fiorella Mannoia) e L'anno che verrà
- Il Volo - Caruso
- Gigi D'Alessio - Piazza Grande (in un duetto virtuale con Lucio Dalla)
- Samuele Bersani - Tu non mi basti mai
- Alessandra Amoroso - La sera dei miracoli (con Fiorella Mannoia)
- Ron - 4 marzo 1943
- Giuliano Sangiorgi - Cara e Anna e Marco (con Fiorella Mannoia)
- Ornella Vanoni - Chissà se lo sai (con Ron)
- Tommaso Paradiso - L'ultima luna
- Noemi - Tutta la vita
- Brunori Sas - Disperato erotico stomp
- Fiorella Mannoia - Se io fossi un angelo
- Ermal Meta e Fabrizio Moro - Come è profondo il mare
- La Rappresentante di Lista - Balla, balla, ballerino
- Iskra Menarini e Pierdavide Carone con il Piccolo Coro dell'Antoniano - Attenti al lupo
- Ricky Portera
- Marco Masini - Futura
- Tosca - Latin lover e La casa in riva al mare (con Fiorella Mannoia)
- Francesco Gabbani - Stella di mare
- Gaetano Curreri - Grande figlio di puttana e Canzone (con Fiorella Mannoia, Samuele Bersani e Ron)

## Descrizione
Il programma è una co-produzione Ballandi Multimedia e Friends&Partners per la regia di Maurizio Pagnussat e la direzione musicale di Fiorella Mannoia e Carlo Di Francesco. La scenografia e la direzione della fotografia sono invece affidate a Marco Calzavara. La serata è stata registra il 2 giugno e mandata in onda la sera successiva.